# Descontrol
 (mars 2018).
Si vous disposez d'ouvrages ou d'articles de référence ou si vous connaissez des sites web de qualité traitant du thème abordé ici, merci de compléter l'article en donnant les références utiles à sa vérifiabilité et en les liant à la section « Notes et références ».
Singles de Daddy Yankee
Grito Mundial La despedida
Descontrol est le deuxième single de l'album de Daddy Yankee Mundial. 
Le single a été diffusé à la radio le 12 janvier 2010 et publié sous forme numérique le 23 février 2010. La chanson est considérée comme la plus réussie à ce jour[réf. nécessaire] de l'album, ayant obtenu la première place du Latin Rhythm Songs et la seizième des Hot Latin Songs.

## Vidéo musicale

### Vidéo promotionnelle
Le jour même de la sortie du single, Daddy Yankee a publié une vidéo la présentant sur sa page internet. S'il ne s'agit pas du clip vidéo officiel, cette vidéo en offre un premier aperçu.

### Vidéo officielle
Le clip a été filmé lors d'un déplacement de trois jours à New York de  Daddy Yankee. Après la publication d'un aperçu de la vidéo le 21 avril 2010, le clip complet a ensuite été diffusé le 17 mai 2010 en 3-D sur son site officiel.

## Classements
| Classement (2010)                 | Meilleure position |
| --------------------------------- | ------------------ |
| US Hot Latin Songs (Billboard)    | 16                 |
| US Billboard Latin Tropical Songs | 2                  |
| US Billboard Latin Rhythm Songs   | 1                  |
| US Latin Pop Songs (Billboard)    | 33                 |